# Emergency Position Indicating Radio Beacon
Emergency Position Indicating Radio Beacon (EPIRB; radiofyr för lokalisering av nödställda) är en liten flytande radiosändare, som aktiveras automatiskt eller manuellt vid nödsituation till sjöss. Samtidigt som radiosändaren startar tänds även en liten vattentät lampa som hjälp att hitta den nödställde i mörker.
Sjöfartens EPIRB ingår tillsammans med flygets ELT (Emergency Locator Transmitter) och friluftslivets personliga nödsändare PLB (Personal Locator Beacon) i det satellitbaserade räddningssystemet COSPAS-SARSAT, vilket i sin tur är en del i det satellitbaserade internationella kommunikations- och räddningssystemet GMDSS.

## Principer
Mottagning av EPIRB-signaler sker främst via satellit, och vidarebefordras till de räddningsstationer MRCC (Maritime Rescue Coordination Centre), som befinner sig i närheten av det område, varifrån nödsignalen enligt satellitens utvärdering, kom. I Sverige finns en gemensam flyg- och sjöräddningscentral JRCC (Joint Rescue Coordination Center) i Göteborg. Liknande MRCC/JRCC finns på många andra håll i världen.
 En EPIRB bör registreras, vilket innebär att uppgifter om fartyget där EPIRB:en finns, nära anhöriga m.m. skickas till myndigheterna i fartygets registrerade land vilket underlättar en räddningsinsats.
Tidigare har sändningen skett analogt på flyg-nödfrekvensen 121,5 MHz, samt 243 MHz. Det har emellertid varit problem med falsklarm som oavsiktligt genererats på nämnda radiofrekvenser, och från och med 1 februari 2009 har övergång skett till digitala signaler på 406 MHz, som är exklusiv för EPIRB-systemet och den tidigare frekvensen 121,5 MHz avlyssnas numera inte av satellit utan används bara som pejlsignal för helikopter m.m. vid fastställande av de nödställdas position i närområdet. Med digitala signaler kan GPS-information skickas med nödanropet, och via en GPS-kopplad 406 MHz EPIRB kan en nödställds position anges inom +/- 100 meter.
Inom GMDSS finns, förutom satellit EPIRB, även VPIRB (VHF Position Indicating Radio Beacon) som sänder digital information (DSC) på VHF kanal 70, och samtidigt nödanrop med syntetiskt tal på VHF kanal 16. VPIRB är avsedd att användas på fartyg som enbart seglar i GMDSS area A1, det vill säga kustnära, eller som personlig nödsändare (PLB) vid "man över bord"-situation.